# Vedran Rožić
Vedran Rožić (* 2. listopadu 1954, Trogir) je bývalý jugoslávský fotbalista chorvatské národnosti, obránce. 

## Fotbalová kariéra
V jugoslávské lize hrál za Hajduk Split, se kterým vyhrál třikrát ligu a pětkrát pohár. V letech 1984-1989 hrál v Austrálii za Sydney United 58 FC, za který nastoupil ve 113 utkáních. V Poháru mistrů evropských zemí nastoupil v 15 utkáních a dal 1 gól, v Poháru vítězů pohárů nastoupil v 10 utkáních a v Poháru UEFA nastoupil ve 24 utkáních. Celkem za reprezentaci Jugoslávie nastoupil v letech 1978-1983 v 10 utkáních. 

## Ligová bilance
| Ročník                          | Zápasy | Góly | Klub         |
| ------------------------------- | ------ | ---- | ------------ |
| Jugoslávská Prva liga 1972/1973 | 4      | 0    | Hajduk Split |
| Jugoslávská Prva liga 1973/1974 | 29     | 0    | Hajduk Split |
| Jugoslávská Prva liga 1974/1975 | 30     | 0    | Hajduk Split |
| Jugoslávská Prva liga 1975/1976 | 33     | 0    | Hajduk Split |
| Jugoslávská Prva liga 1976/1977 | 29     | 0    | Hajduk Split |
| Jugoslávská Prva liga 1977/1978 | 33     | 0    | Hajduk Split |
| Jugoslávská Prva liga 1978/1979 | 32     | 0    | Hajduk Split |
| Jugoslávská Prva liga 1979/1980 | 20     | 0    | Hajduk Split |
| Jugoslávská Prva liga 1980/1981 | 10     | 0    | Hajduk Split |
| Jugoslávská Prva liga 1981/1982 | 27     | 1    | Hajduk Split |
| Jugoslávská Prva liga 1982/1983 | 24     | 0    | Hajduk Split |
| Jugoslávská Prva liga 1983/1984 | 33     | 1    | Hajduk Split |
| CELKEM 1. jugoslávská liga      | 304    | 2    |              |